# 播隆

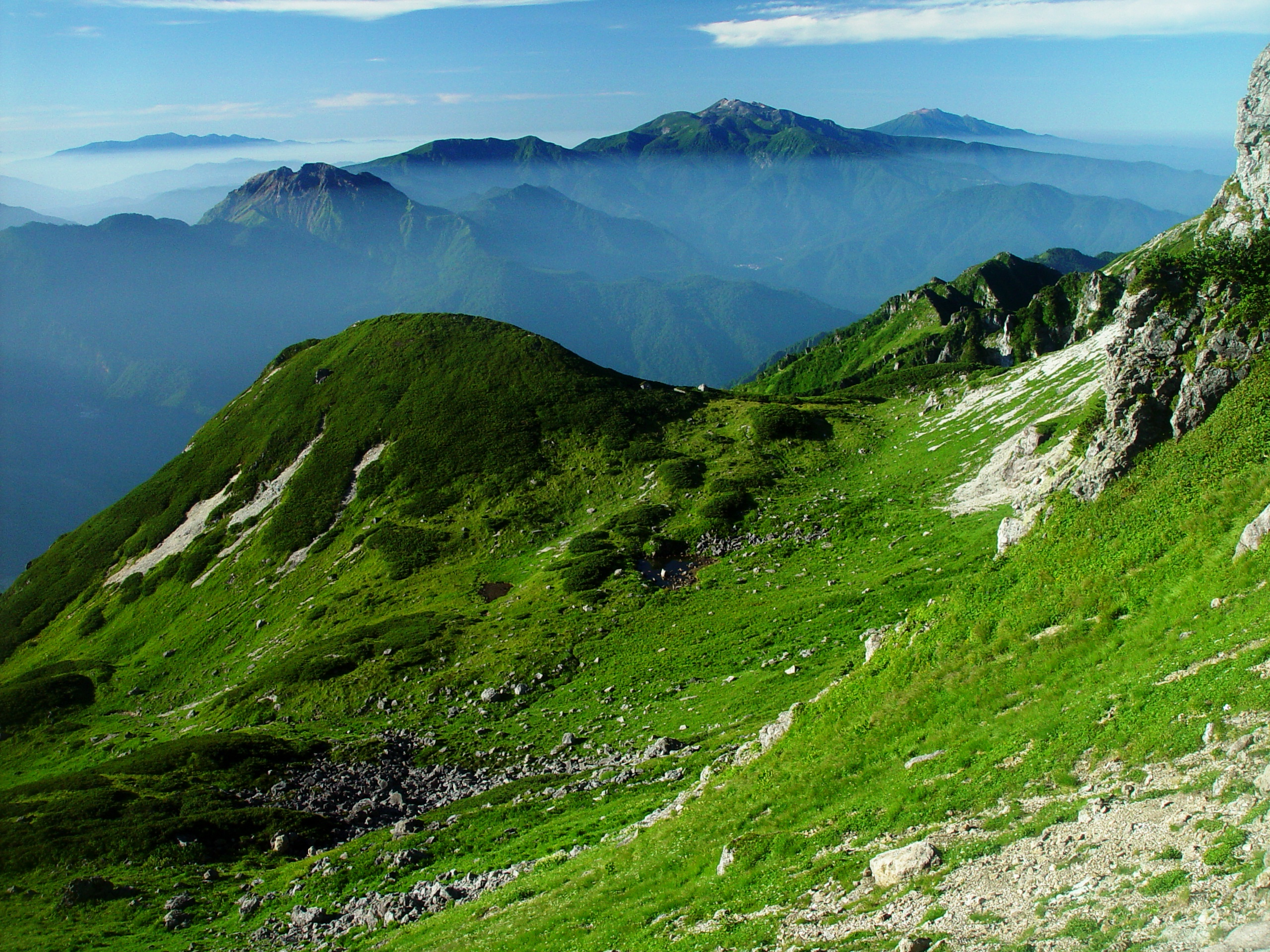
播隆が再興した笠ヶ岳東面は播隆平と呼ばれている

播隆（ばんりゅう、1786年〔天明6年〕- 1840年11月14日〔天保11年10月21日〕）は、江戸時代後半の浄土宗の僧。播隆上人と敬称される。
槍ヶ岳の開山者、笠ヶ岳の再興者である。福井県坂井市丸岡町の護城山、岐阜県美濃市の片知山、各務原市の伊木山、関市の迫間山、加茂郡八百津町の三鉢洞、七宗町の東ヶ山や、長野県松本市の女鳥羽の滝などで念仏修行する毎日を送っていた。
笠ヶ岳の東面の平坦地は播隆にちなみ、播隆平と呼ばれている。また、槍ヶ岳・笠ヶ岳の岐阜県側の登山口がある奥飛騨温泉郷では、播隆の功績を称える山開きの神事「播隆祭」を村上神社で毎年5月10日に行っているほか、槍ヶ岳山頂直下にある山小屋の槍ヶ岳山荘でも、同じく「播隆祭」と題したイベントを毎年9月に開催している。

## 生涯
1786年（天明6年）、越中国新川郡河内村（現：富山市大山地区）で一向宗門徒の家に生まれた。1804年（文化元年）、19歳で出家。京、大坂で修行したが、安泰を追う当時の寺院に満足せず、修行の場を山岳に求め、岐阜県の南宮山や伊吹山で禅定した。
円空によって開かれていたがその後荒廃していた笠ヶ岳の登拝道を再整備し、1823年（文政6年）信者とともに登頂。この時、山頂でブロッケン現象（ご来迎）に遭遇し、これを阿弥陀如来の出現と感じた一行は涙を流して奉拝した。播隆はさらに、ご来迎の先に聳える槍ヶ岳を認め、その開山を決意した。翌1824年には笠ヶ岳4回目の登頂で山頂に銅製の仏像を安置した。
1826年（文政9年）、信濃国の玄向寺立禅和尚の仲介で安曇郡小倉村（現：安曇野市三郷地区）を訪れ、村役人の中田九左衛門宅に宿泊、槍ヶ岳登山の志を告げた。賛同を得て、九左衛門の女婿で山に詳しい中田又重郎に案内してもらい、大滝山、蝶ヶ岳を経由して上高地に入り、梓川を遡って槍沢の岩屋を根拠とし槍の肩付近まで登った。この時は偵察で終わったが、その後2年の間諸国を旅して浄財を集めた。
1828年（文政11年）7月20日（旧暦）、槍ヶ岳に初登頂。厨子を設置し、阿弥陀如来・観世音菩薩・文殊菩薩の三尊像を安置した。
自身の登頂のみでは満足せず、多くの人が山頂まで登れるようにするため、その後何度も槍ヶ岳に登り、槍の穂の難所に大綱を掛け、また、より頑丈な鉄鎖を掛けるよう尽力した。鉄鎖を掛ける計画を立てた時に天保の大飢饉が発生し、この計画が原因と考えた一部の村人から計画実行を禁じられたが、その後また豊作の年が来て再開された。
晩年は、美濃可児郡兼山の浄音寺にて布教活動を行いつつ槍ヶ岳登山をしていたが、5回目の登山の時に病に倒れた。1840年（天保11年）、美濃国太田（現：岐阜県美濃加茂市）の脇本陣の林市左衛門宅でその生涯を閉じた。美濃加茂市の祐泉寺に墓と、「世の人の 恐れ憚る槍の穂も やがて登らん われ始めて」という歌碑がある。1986年には長野県松本市の松本駅前に「播隆上人像」（上條俊介作）が立てられた。